# ستاره‌ای متولد شده است (فیلم ۲۰۱۸)
ستاره‌ای متولد شده‌است (انگلیسی: A Star Is Born) یک فیلم آمریکایی در ژانر درام رمانتیک موزیکال به کارگردانی و تهیه‌کنندگی بردلی کوپر (در نخستین مقام کارگردانی) است که در سال ۲۰۱۸ از سوی برادران وارنر منتشر شد. در این فیلم کوپر، لیدی گاگا، دیو چپل، اندرو دایس کلی و سام الیوت بازی می‌کنند. این چهارمین نسخهٔ فیلمبرداری شده پس از فیلم ۱۹۳۷ سپس موزیکال ۱۹۵۴ و موزیکال ۱۹۷۶ است.
ستاره ای متولد شده‌است در سی و پنجمین جشنواره بین‌المللی فیلم ونیز در ۳۱ اوت ۲۰۱۸ به نمایش درآمد و در ۵ اکتبر ۲۰۱۸ توسط برادران وارنر به صورت سینمایی در ایالات متحده اکران شد. نقش‌آفرینی کوپر، گاگا و الیوت و کارگردانی کوپر، و همچنین فیلم‌نامه، فیلم‌برداری و موسیقی این فیلم از سوی منتقدان مورد تحسین قرار گرفت. این فیلم با موفقیت تجاری همراه بود و بیش از ۴۳۶ میلیون دلار در سراسر جهان فروش داشته‌است.
این فیلم افتخارات بسیاری از جمله هشت نامزدی در نود و یکمین دوره جوایز اسکار شامل بهترین فیلم، بهترین بازیگر مرد (کوپر)، بهترین بازیگر زن (گاگا) و بهترین بازیگر نقش مکمل مرد (الیوت) دریافت کرد که توانست جایزهٔ بهترین ترانه اصلی برای «کم عمق» را کسب کند. همچنین در هفتاد و هفتمین دوره جوایز گلدن گلوب پنج نامزدی از جمله بهترین فیلم درام به دست آورد و جایزهٔ بهترین ترانه اصلی را برای «کم‌عمق» دریافت کرد. موسیقی متن فیلم نامزد هفت جایزه در جوایز گرمی شد که چهار رشته را کسب کرد. همچنین آلبوم موسیقی متن دو بار نامزد دریافت جایزه گرمی برای بهترین ترانه سال شد.

## داستان
جکسون (بردلی کوپر) خواننده مشهوری است که از مشکل اعتیاد به الکل و مواد مخدر رنج می‌برد. او در یک کافه با خواننده گمنامی به نام آلی (لیدی گاگا) آشنا می‌شود و او را تشویق می‌کند که به عنوان ترانه ساز و خواننده در کنارش با او همراهی کند. آلی ابتدا از این کار سرباز می‌زند ولی به مرور به‌وسیله پدرش تشویق می‌شود و در مدتی کوتاه به خواننده ای بسیار معروف بدل می‌شود. آلی و جکسون عاشق همدیگر می‌شود و در مراسمی بسیار ساده ازدواج می‌کنند اما مشکل اعتیاد جکسون وارد مرحله تازه ای می‌شود؛ تا جایی که جکسون خود را مانعی برای پیشرفت آلی می‌بیند و…

## بازیگران
- بردلی کوپر
- لیدی گاگا
- سام الیوت
- اندرو دایس کلی
- دیو چپل[۸]
- برکا فیلد
- آنتونی راموس
- مایکل هارنی
- رافی گراورن